# CzechTek

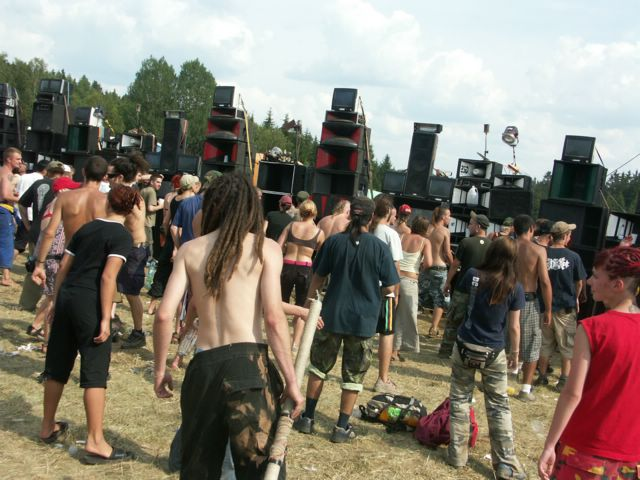
CzechTek 2004

Das CzechTek war ein freies, nicht kommerzielles, mehrtägiges Teknival, das zwischen 1994 und 2006 am letzten Juli-Wochenende an jeweils verschiedenen Orten in Tschechien stattfand. Jährlich präsentierten sich hunderte Soundsysteme aus Europa bei freiem Eintritt vor mehreren tausend Besuchern. Viele Musiker und Künstler waren eingeladen, ihre Arbeiten vorzustellen bzw. das Publikum zu beschallen.
Der Veranstalter, die Vereinigung tschechischer Soundsysteme Aliance 23, finanzierte sich durch den Vorortverkauf von Getränken, Snacks und Schallplatten, weshalb auch die Besucher aufgefordert wurden, nur bei Verkaufsständen mit Musik ihre Bedürfnisse zu stillen.
Im Frühjahr 2007 gab der Veranstalter bekannt, wegen der „untragbaren Situation rund um das CzechTek“, im Jahr 2007 und höchstwahrscheinlich nie wieder eine Veranstaltung dieser Größe und unter diesem Namen zu veranstalten.

## Geschichte
Das erste CzechTek fand 1994 als legale Veranstaltung statt. Einige Male war das Festival bei den zuständigen Behörden jedoch nicht gemeldet. 2003 und 2004 besuchten jeweils über 30.000 Menschen das CzechTek.
Im Jahr 2004 gab sich der Hochstapler Lukáš Kohout gegenüber den Medien als Sprecher des CzechTek aus.
Für politisches Aufsehen sorgte die polizeiliche Auflösung der Veranstaltung im Jahr 2005. 2006 wurde der Besucherrekord von 40.000 Teilnehmern eingestellt, von denen schätzungsweise mehrere Tausend aus dem Ausland anreisten. Auch der tschechische Innenminister František Bublan besuchte den Veranstaltungsort. Die tschechische Polizei meldete von der CzechTek 2006 keine besonderen Vorkommnisse.

### Polizeieinsatz im Jahr 2005

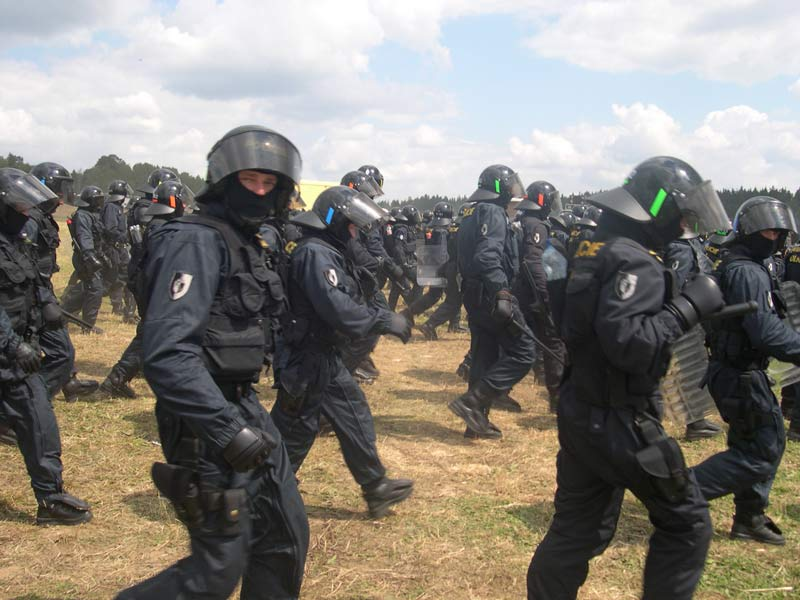
Polizeieinsatz beim CzechTek 2005

Im Jahr 2005 kam es bei dem Festival in Mlýnec pod Přimdou zu einer Blockade der Autobahn Dálnice 5 bei Prag–Pilsen und Übergriffen seitens polizeilicher Spezialeinheiten unter Einsatz von Wasserwerfern, Knüppeln und Tränengas. Bei dem mehrtägigen Einsatz der 1200 Polizisten wurden etwa 150 Personen verletzt. Der Einsatz sei dem Schutz der anliegenden Felder, die sich um die für das Festival angemietete Fläche herum befanden, durchgeführt worden.
Der tschechische Premier Jiří Paroubek und sein Innenminister František Bublan verteidigten das Vorgehen gegen die Jugendlichen. Paroubek behauptete, der Einsatz sei nötig als Maßnahme „gegen eine durch Drogen und Alkohol provozierte Welle der Gewalt“ und „gegen die Verbreitung von Aids und Hepatitis“. Er erklärte zudem, die Besucher des Festivals seien „keine tanzende Kinder, sondern gefährlich besessene Leute mit anarchistischen Neigungen“. In Prag, Brünn, Ostrava, Paris und Berlin gab es in den Tagen und Wochen darauf Demonstrationen gegen den Polizeieinsatz. Unterstützt wurden die Proteste auch von dem ehemaligen Präsident Václav Havel, welcher auch anbot, zwischen dem Ministerpräsidenten und dem Innenminister auf der einen Seite und den Vertretern der Festival-Teilnehmer auf der anderen Seite zu vermitteln. Auch der amtierende Staatspräsident Václav Klaus kritisierte den Einsatz.
Die Berliner Fuckparade änderte ihre Demonstrationsroute, um vor der tschechischen Botschaft gegen die Polizeigewalt zu demonstrieren, und mobilisierte zu Demonstrationen bezüglich der Vorfälle.
Als Folge der Räumung der Veranstaltung, der Demonstrationen und der innenpolitischen Spannungen verständigten sich die Veranstalter und die Regierung darauf, das CzechTek 2006 im legalen Rahmen durchzuführen. Dazu wurde der Vorschlag des scheidenden Verteidigungsminister Karel Kühnl (US-DEU) angenommen und das CzechTek 2006 auf das Gelände des Truppenübungsplatz Hradiště in der Nähe von Karlsbad verlegt.

## Die bisherigen CzechTeks

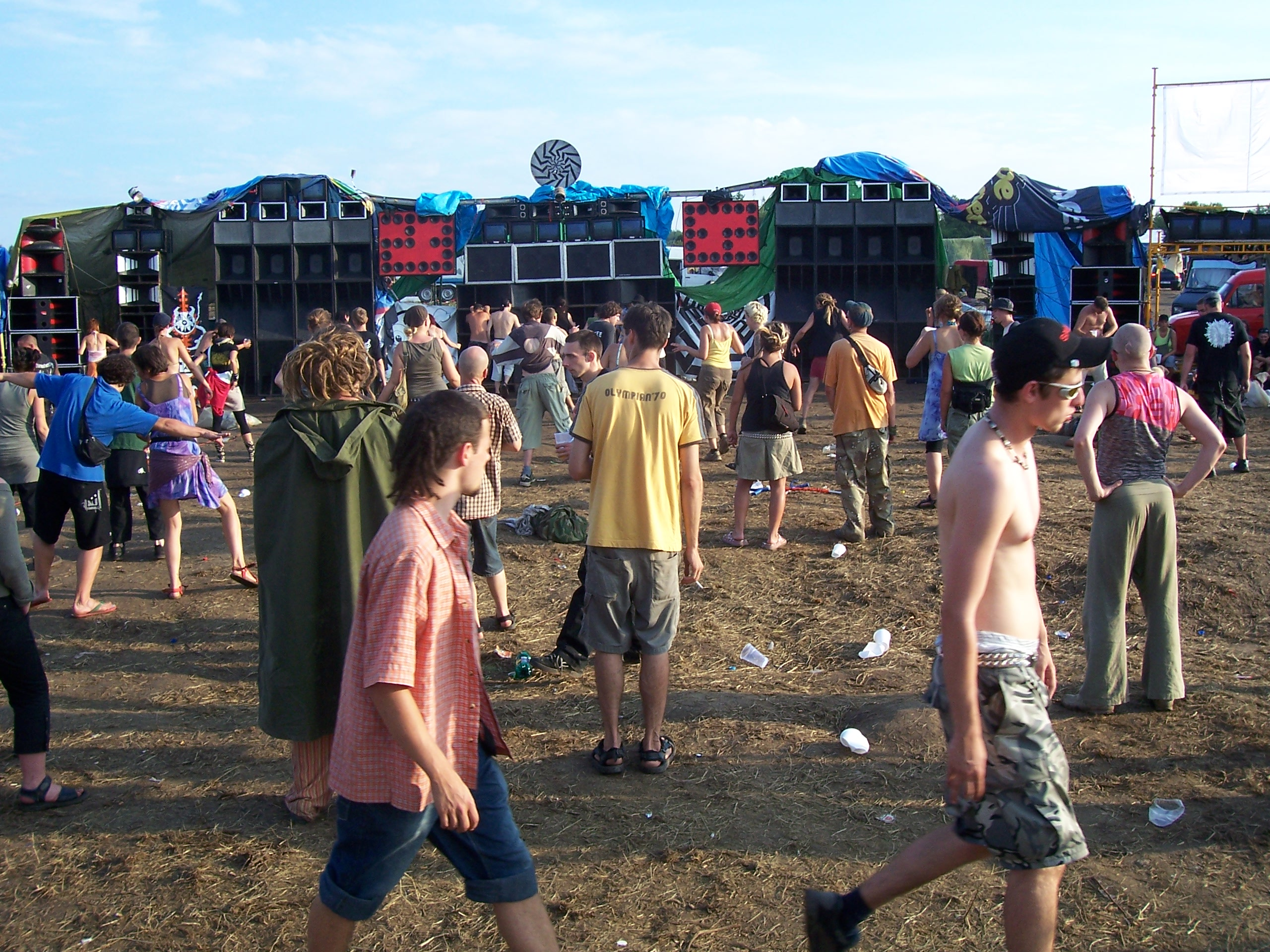
CzechTek 2006

| Datum                   | Ort                         | Ort     | Besucheranzahl |
| ----------------------- | --------------------------- | ------- | -------------- |
| 28. Juli–? 1994         | Hostomice pod Brdy          | legal   | 300            |
| 26. Juli–? 1995         | Hostomice pod Brdy          | legal   | 300            |
| 26.–28. Juli 1996       | Hostomice pod Brdy          | legal   | 1.500          |
| 25.–27. Juli 1997       | Stará Huť bei Dobríš        | legal   | 5.000          |
| 30. Juli–4. August 1998 | Stará Huť bei Dobríš        | legal   | 5.000          |
| 30. Juli–4. August 1999 | Flugplatz Hradčany          | illegal | 5.000          |
| 28. Juli–2. August 2000 | Lipnice bei Třeboň          | illegal | 10.000         |
| 27.–30. Juli 2001       | Doksy                       | illegal | 10.000         |
| 26.–31. Juli 2002       | Andělka bei Višňová         | legal   | 20.000         |
| 25. Juli–3. August 2003 | Ledkov bei Kopidlno         | legal   | 40.000         |
| 30. Juli–3. August 2004 | Boněnov bei Chodová Planá   | illegal | 20.000         |
| 29.–31. Juli 2005       | Mlýnec pod Přimdou          | illegal | 5.000          |
| 27.–30. Juli 2006       | Truppenübungsplatz Hradiště | legal   | 40.000         |